# 陈汉章墓
29°25′20.23″N 121°52′51.19″E / 29.4222861°N 121.8808861°E
陈汉章墓是中国近代著名学者陈汉章的墓地，位于浙江省象山县东陈乡姥岭洞。墓葬原有四穴，为陈汉章与妻妾合葬墓，20世纪40年代遭到盗掘，后被破坏。1983年象山县人民政府拨款重修。重修后的陈汉章墓四米见方，高1.3米，前设许德珩题写“陈汉章先生之墓”墓碑。
陈汉章墓于2017年1月成为浙江省文物保护单位。